# Alan Gilbert
Alan Gilbert (Nova Iorque, 23 de fevereiro de 1967) é um violinista e maestro estadunidense. Ele é o atual Diretor Musical da Filarmônica de Nova Iorque fazendo sua estreia com a orquestra como diretor em 16 de setembro de 2009.

## Biografia
Alan Gilbert nasceu na Cidade de Nova Iorque, em uma família da Filarmônica de Nova Iorque. Seu pai, Michael Gilbert, e sua mãe japonesa, Yoko Takebe, tinham feito carreira como violinistas na Filarmônica - seu pai aposentou-se em 2001 e  sua mãe continua apresentando-se com a Filarmônica. Gilbert cresceu em Upper West Side, em Manhattan e estudou na Escola de Cultura Fieldston. Quando jovem, aprendeu violino, viola e piano.
Na década de 1980, Gilbert estudou música na Universidade de Harvard, onde ele foi Diretor Musical da Orquestra da Sociedade Bach de Harvard (1988 - 1989). Enquanto em Boston, Gilbert também estudou, mas com o violinista Masuko Ushioda no Conversatório de Música da Nova Inglaterra. Após se graduar em Harvard, Gilbert estudou condução Instituto Curtis de Música e na Escola de Música Juilliard, com Otto-Werner Mueller. Em 1994, ele venceu o premio Georg Solti, tento o maestro Solti como tutor, por uma semana. Também em 1994, Gilbert venceu o primeiro prêmio na Competição Internacional de Performance Musical, em Gênova.

### Carreira
Durante as temporadas 1995/7, Gilbert foi o Maestro Assistente, na Orquestra de Cleveland.

#### Filarmônica Real de Estocolmo
Gilbert tornou-se o Maestro Chefe da Orquestra Filarmônica Real de Estocolmo em janeiro de 2000, seu primeiro posto de maestro em uma orquestra. Durante seu período na Filarmônica, a audiência cresceu e Gilbert conseguiu um suporte financeiro do governo regional. Ele concluiu seu contrato em Estocolmo em 2008.

#### Ópera de Santa Fé
A relação de Gilbert com a Ópera de Santa Fé é longa, desde 1993, quando ele foi assistente do spalla da companhia. Desde então, os pais de Gilbert tocaram na orquestra da ópera e seu pai serviu como spalla por alguns anos. Em 2001, Gilbert conduziu sua primeira produção na Companhia, Falstaff de Giuseppe Verdi. Em 2003, ele tornou-se o primeiro Diretor Musical da companhia. Seu contrato inicial era até o fim de 2006. Em novembro de 2006, Gilbert e a companhia prolongaram o contrato até maio de 2007.

#### Filarmônica de Nova Iorque
Gilbert fez sua primeira aparição com a Filarmônica de Nova Iorque em 2001. Após 37 performances como maestro assisntente, em 18 de julho de 2007, a Filarmônica o apontou como o novo Diretor Musical, sendo efetivado na temporada 2009/10. Ele é o primeiro nativo Nova Iorquino a ocupar a posição. Seu contrato inclui 12 semanas de concertos por temporadas, em 5 anos. Gilbert fez sua estreia como diretor musical em 16 de setembro de 2009, em uma noite de gala, com um programa que incluia trabalhos de Magnus Lindberg, Olivier Messiaen e Hector Berlioz, sento transmitido pela PBS.
Gilbert construiu sua reputação conduzindo música americana e contemporânea, sendo diferente dos antigos diretor musicais da Filarmônica, os conservadores Lorin Maazel, Kurt Masur e Zubin Mehta. Na temporada 2009/10, Gilbert trouxe novidades à orquestra, incluindo a presenta com Compositor Residente Magnus Lindberg e o Artista Residente Thomas Hampson.

#### Trabalhos adicionais
Gilbert é o Maestro Convidado Residente da Orquestra Sinfônica da Rádio do Norte Alemão, desde 2004. Ele fez sua estreia no Metropolitan Opera House em novembro de 2008, com uma performance aclamada da nova ópera de John Adams: Doctor Atomic.

### Vida pessoal
Em 2002, Gilbert casou-se com a violoncelista sueca Kajsa William-Olsson, uma membro da Orquestra Filarmônica Real de Estocolmo. Eles têm três filhos.